# 12567 Herreweghe
12567 Herreweghe (1998 SU71) là một tiểu hành tinh nằm phía ngoài của vành đai chính được phát hiện ngày 21 tháng 9 năm 1998 bởi E. W. Elst ở Đài thiên văn Nam Âu.